# Parc Tengdahl
La parc Tengdahl (en suédois : Tengdahlsparken) est un parc du quartier de Södermalm à Stockholm en Suède,. 

## Description
Le parc Tengdahl est situé à l'est de Vita Bergen et au sud de Bondegatan à Södermalm.
Le parc a été aménagé dans les années 1930 et conçu par le jardinier municipal Holger Blom.
Le parc Tengdahl était, dans sa forme originale, un exemple précoce du style de Stockholm, où le parc devait contenir des fonctions sociales telles qu'une aire de jeux fonctionnellement adaptée. En ce qui concerne Tengdahlsparken, il offrirait des jeux et des divertissements aux enfants des orphelinats voisins. 
Le parc a été divisé pour les enfants de différents âges, comme le « Koltbarnens lekplats » (aire de jeux de la buse à queue rousse) avec un bac à sable et des canapés et le « Skrammelplats » (aire de jeux des hochets) avec des équipements de jeu, un grand bac à sable et une pataugeoire avec douche. Pour le jeu libre, il y avait un terrain de balle et une zone herbeuse.
La pataugeoire est en service pendant l'été.
Ces dernières années, la pression des visiteurs du parc a considérablement augmenté avec de nouvelles zones résidentielles à Norra Hammarbyhamnen. La ville de Stockholm a rénové le parc entre 2003 et 2005. Le parc porte le nom du député social-démocrate et homme politique municipal Knut Tengdahl.
L'administration du quartier de Södermalm est responsable du nettoyage et de l'entretien du parc.
L'alcool est interdit dans le parc Tengdahl.

## Galerie

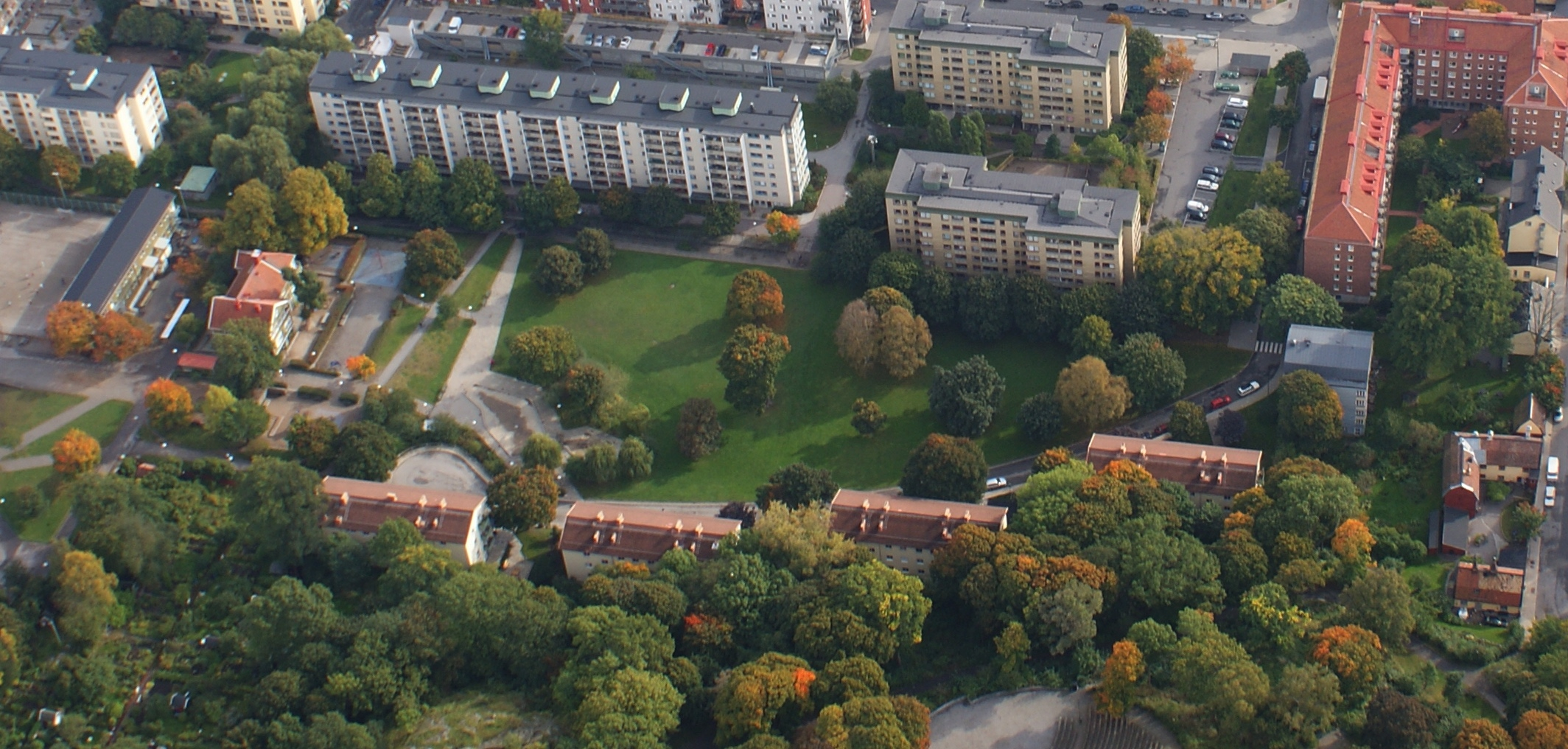
Vue aérienne du parc.